# Le Tortoir
Le Tortoir est un prieuré fortifié, de moines bénédictins, qui se situe dans la commune de Saint-Nicolas-aux-Bois, dans le département de l'Aisne, dans la forêt de Saint-Gobain. L'édifice a été classé Monument historique le 1er août 1912.

## Histoire
Construit le long du vallon Saint-Lambert, sur l'emplacement d'une ancienne chapelle.
Il était alors une dépendance de l'abbaye de Saint-Nicolas-aux-Bois qui avait été fondée par Philippe Ier vers 1080. Ce monastère avait fondé un autre prieuré à l'autre extrémité du vallon. Cet ensemble monastique permettait de mettre en valeur la région.
Le Tortoir est donné à l'abbaye de Saint-Nicolas-aux-Bois par Guy, trésorier du chapitre cathédral de Laon, contre une redevance annuelle. Une charte de l'évêque de Laon Barthélemy de Laon datant de 1139 confirme cette donation du Tortoir sous l'appellation villa de Tortorium. Le terme de villa peut laisser penser que ce n'était alors qu'une ferme. Le domaine se trouvait à proximité de l'église paroissiale Sainte-Geneviève démolie au XVIIIe siècle. En 1196, l'abbé de Saint-Crépin-le-Grand de Soissons, puis en 1214 l'abbé de Saint-Vincent de Laon cèdent les biens qu'ils possèdent au Tortoir à l'abbaye Saint-Nicolas. 
C'est au XIIIe siècle que des bâtiments résidentiels ont dû être ajoutés car en 1285, après avoir abandonné ses fonctions, l'ancien prieur de Saint-Nicolas-des-Bois obtint de se retirer au Tortoir avec son chapelain et trois domestiques.
Les bâtiments actuels s'ordonnent sur un plan carré. Deux côtés,nord et ouest, sont occupés par des murs. Une chapelle formé de deux travées barlongues voûtées d'ogives se trouve sur le côté sud qui était relié d'après un plan de 1646 à un logis placé à l'ouest.  Un grand bâtiment se trouve sur le côté est.

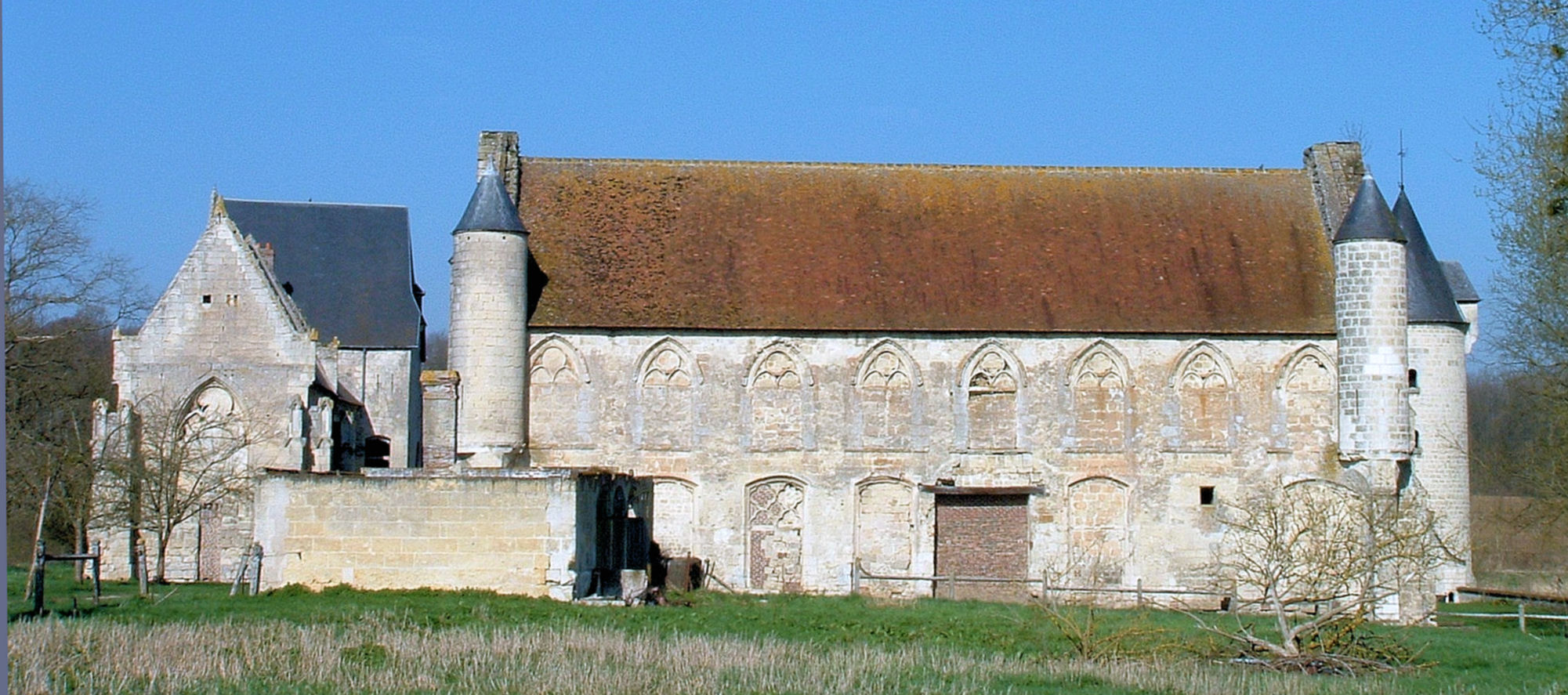
La chapelle et le bâtiment oriental

Ce dernier bâtiment de dimensions considérables, long de 28 mètres et large de 10 mètres, à un étage à l'origine, a fait l'objet de nombreuses suppositions sur sa fonction. Viollet-le-Duc y voyait une maladrerie, Camille Enlart en faisait le logis de l'abbé de Saint-Nicolas, Eugène Lefèvre-Pontalis proposait d'y voir un réfectoire et dortoir des hôtes de l'abbaye, Thierry Crépin-Leblond en faisait une maison abbatiale. L'architecture du bâtiment se rapproche de celle de la galerie des Merciers du Palais royal de l'île de la Cité à Paris construite par saint Louis mais cette datation semble trop précoce. Les dernières propositions font remonter ce bâtiment au premier quart du XIVe siècle en le faisant construire par l'abbé Thierry II ou Théodoric de Suisy (vers 1328-1360). Son oncle Étienne de Suisy avait été nommé chancelier par Philippe IV, en 1302, puis cardinal par le pape Clément V en 1305.
En 1567 les protestants ravagent l'abbaye de Saint-Nicolas-aux-Bois. Bien qu'aucun texte ne concerne Le Tortoir, il est probable que ses bâtiments ont subi le même sort. En 1604 et jusqu'à la Révolution, les terres sont louées à des fermiers. 
Un manuscrit de 1667 cite des travaux importants réalisés au Tortoir en 1660. Ces travaux avaient été laissés inachevés faute d'argent.
En 1791, les biens du clergé étant sécularisés, Le Tortoir est acquis par une famille de cultivateurs qui l'a conservé jusqu'en 1883.
Le Tortoir est acquis en 1925 par la Société industrielle et agricole de la Somme qui avait été créée par l'industriel belge Coppée. Il souhaitait en faire un domaine d'expérimentation agricole. Il a alors confié à l'architecte belge Vanden l'aménagement des bâtiments. Le grand bâtiment est transformé en étable. Les ouvertures sont bouchées pour consolider la façade. L'architecte en chef des monuments historiques Jean Trouvelot présenta un projet de restauration non réalisé du fait de la guerre.
Il est aujourd'hui une propriété privée.

## Architecture
Transformé en ferme, il comprend autour de la cour, un bâtiment des hôtes et le logis du prieur aux baies à meneaux.